# دودلي فيشر
دودلي فيشر (بالإنجليزية: Dudley Fisher)‏ هو رسام كارتون أمريكي، ولد في 27 أبريل 1890 في كولومبوس في الولايات المتحدة، وتوفي في 10 يوليو 1951 في Rockport, Massachusetts ‏ في الولايات المتحدة.